# أم الرضا (كفر البطيخ)
أم الرضا القديمة هي إحدى قرى مركز كفر البطيخ التابع لمحافظة دمياط بجمهورية مصر العربية.
كانت تابعة في السابق لمركز كفر سعد.